# Musca gibbosa
Musca gibbosa är en tvåvingeart som först beskrevs av Carl Peter Thunberg 1789.  Musca gibbosa ingår i släktet Musca, ordningen tvåvingar, klassen egentliga insekter, fylumet leddjur och riket djur. Inga underarter finns listade i Catalogue of Life.